# Park und Museum Tsukahara
Park und Museum Tsukahara (jap. 塚原遺跡公園展示館, Tsukahara iseki kōen tenjikan, engl. Tsukahara Ruins Museum) ist eine archäologische Sammlung zum Fundplatz Tsukahara, die sich mit dem Fundplatz im gleichnamigen Park in Seki, in der Präfektur Gifu, Japan befindet. Die Siedlungsüberreste aus unterschiedlichen Zeiten in der Fundstätte wurden in der Vergangenheit durch drei Grabungen erschlossen.

## Ausstellungsschwerpunkte
- Frühe Jōmon-Zeit:
  - Acht Feuerstellen (außerhalb des Museumsgebäudes)

- Mittlere Jōmon-Zeit
  - 17 Erdgrubenhäuser
  - 19 Pfostenlöcher von Gebäuden
  - 5 Schuttplätze mit Tongut
  - 7 Kochstellen

- Späte Kofun-Zeit:
  - 16 Hügelgräber
  - 11 Hügelgräber, die von einem Wassergraben umgeben sind[1]

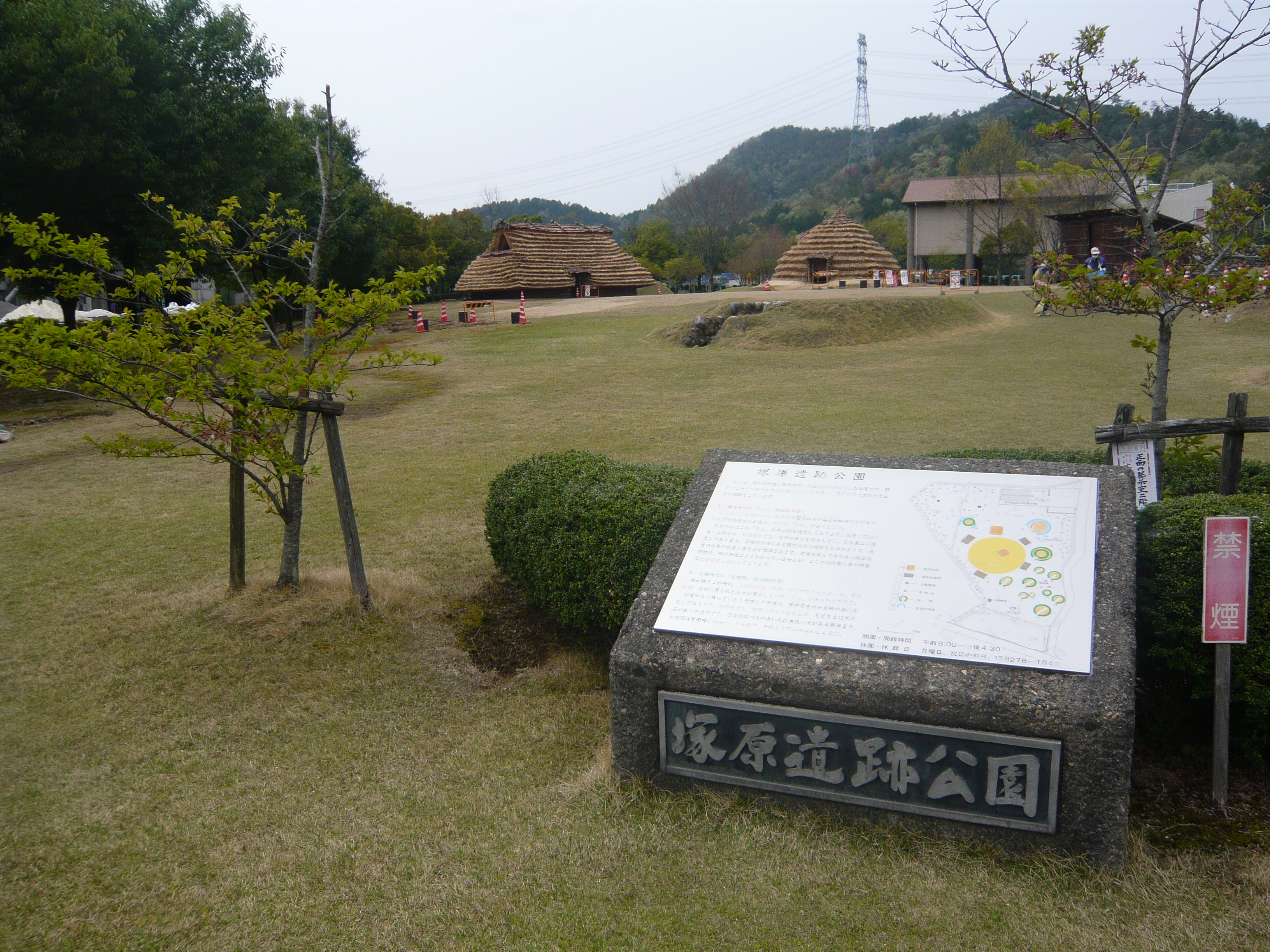
Tsukahara Park
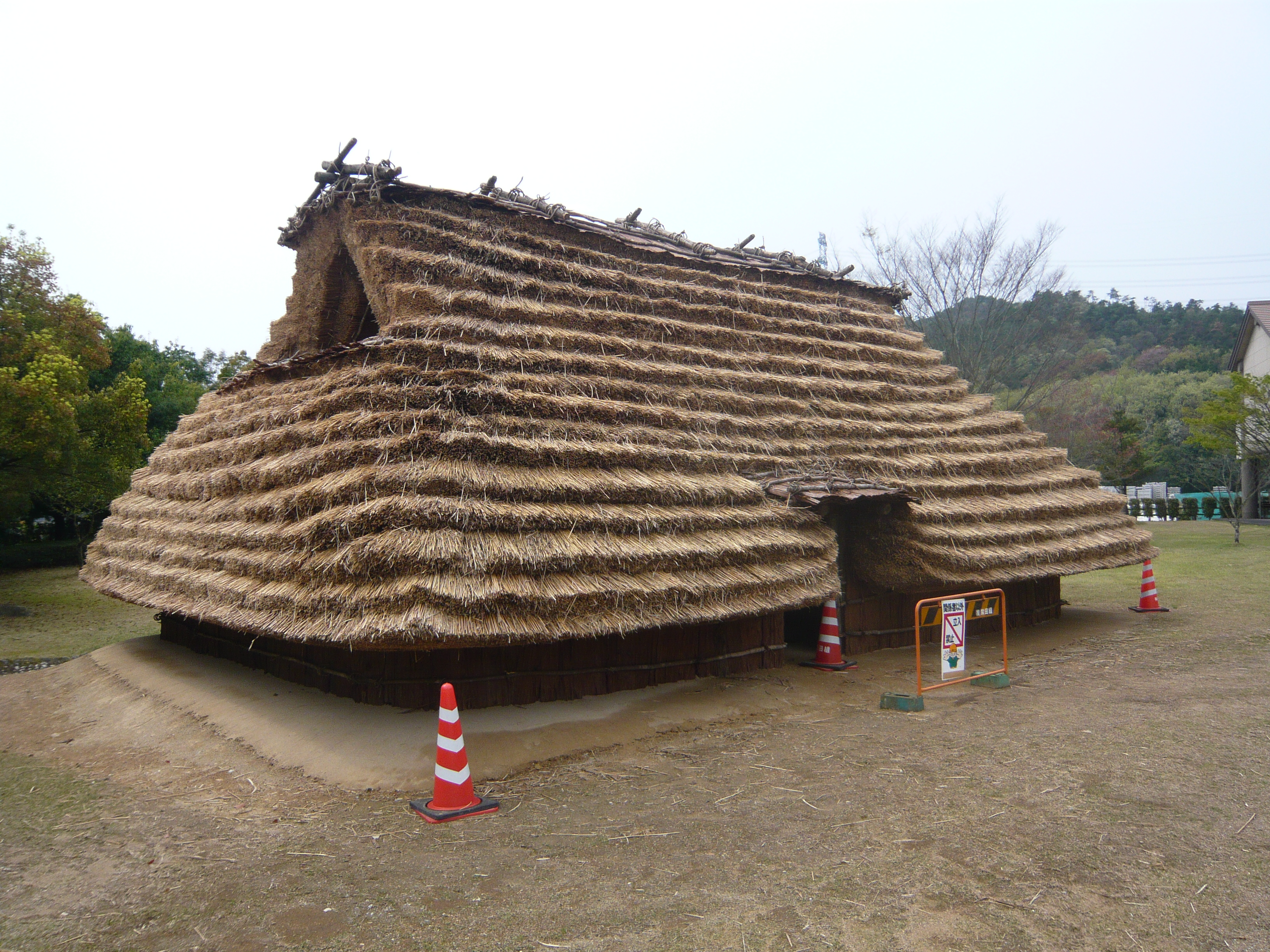
Erdgrubenwohnung
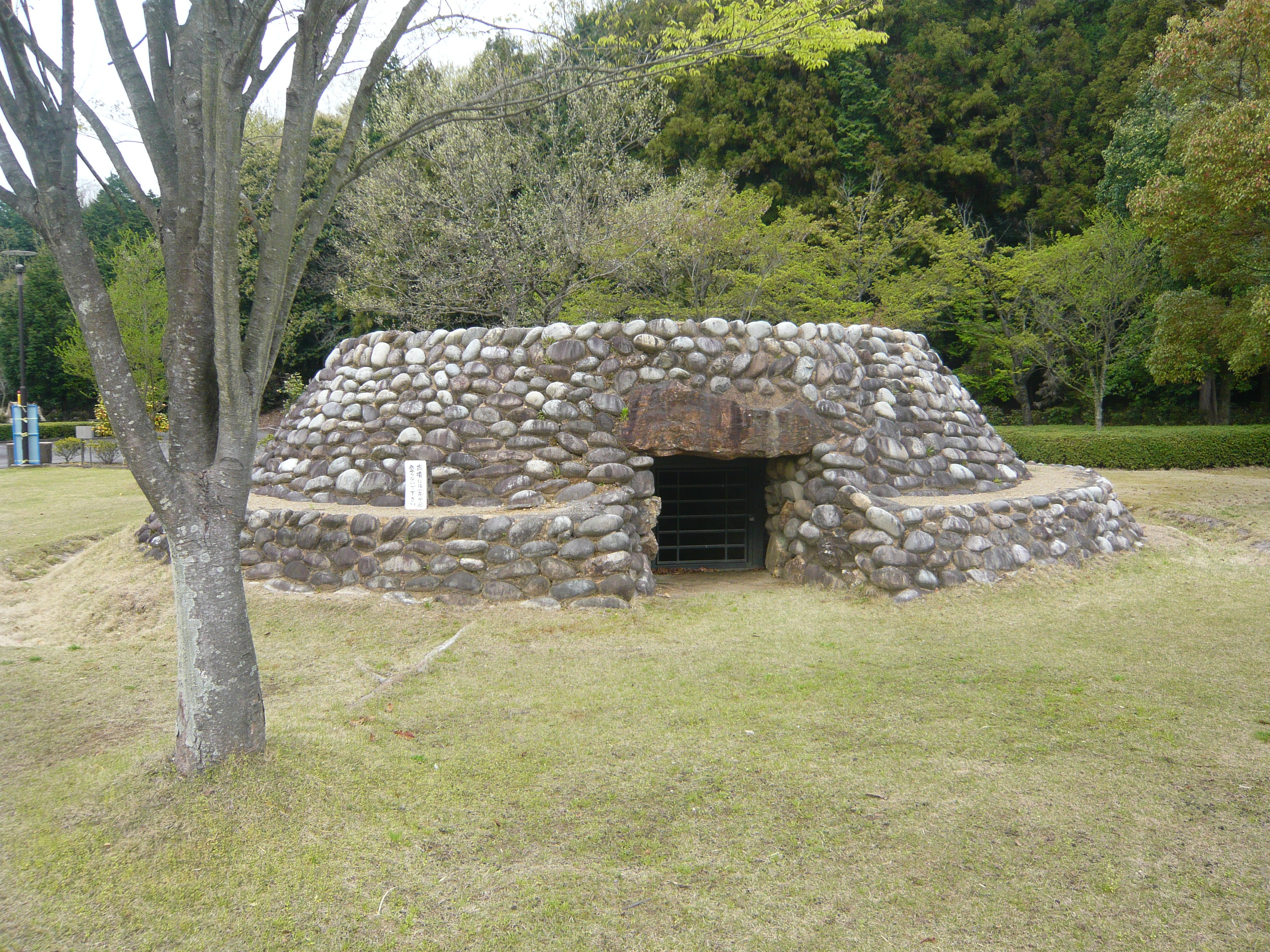
Kofun